# Cama de Gato (telenovela)
Cama de Gato é uma telenovela brasileira produzida e exibida pela TV Globo de 5 de outubro de 2009 a 9 de abril de 2010, em 161 capítulos. Substituiu Paraíso e foi substituída por Escrito nas Estrelas, sendo a 74ª "novela das seis" exibida pela emissora.
Escrita por Duca Rachid e Thelma Guedes, com a colaboração de Júlio Fischer, Thereza Falcão, Alessandro Marson e João Brandão, teve a supervisão de texto de João Emanuel Carneiro. A direção foi de Amora Mautner, Gustavo Fernandez, Thiago Teitelroit, André Felipe Binder, Roberto Vaz e Vinícius Coimbra, tendo direção geral de Amora Mautner e direção de núcleo de Ricardo Waddington.
Contou com as atuações de Marcos Palmeira, Camila Pitanga, Carmo Dalla Vecchia, Paolla Oliveira, Dudu Azevedo, Heloísa Périssé, Marcello Novaes e Aílton Graça.
Conquistou o prêmio de melhor telenovela na categoria "drama" da cerimônia canadense Banff World Television.

## Enredo
| “ | É a história de um homem, Gustavo, que sofre uma humilhação muito grande quando criança, por ser muito pobre. Ele promete se tornar uma pessoa rica e nunca mais ser humilhado por ninguém. Ganha dinheiro a qualquer custo, se torna uma pessoa triste. | ” |

Gustavo Brandão (Marcos Palmeira) é um homem rico, mas amargurado, dono da empresa de perfumes Aromas junto a Alcino Rodrigues (Carmo Dalla Vecchia), seu melhor amigo, e casado com a ambiciosa e ardilosa Verônica (Paolla Oliveira). Alcino é um bon-vivant, que aproveita a vida ao máximo, mas descobre que está com uma doença grave e com os dias contados. Ao perceber que Gustavo perdeu o prazer das coisas simples da vida, Alcino decide mandá-lo para um deserto, com a ajuda de Verônica e de Davi (Ângelo Antônio), irmão de Gustavo. Com esta atitude, Alcino pretendia que Gustavo passasse por um momento de reflexão, que repensasse sua vida, seus valores. Só que Verônica aproveitou-se da situação para dar um fim no marido e ficar com toda a sua fortuna. Para isso, ela contou com a ajuda de Roberto (Dudu Azevedo), modelo da perfumaria e seu amante.
Mas Rose (Camila Pitanga), faxineira da Aromas, ouve o plano de Alcino sem entender os motivos dele, e decide contar tudo ao patrão, porque acha que Alcino estivesse querendo dar um fim em Gustavo. Rose é uma mulher íntegra e honesta, ex-mulher do malandro Tião (Aílton Graça), e trabalha duro para sustentar seus quatro filhos — Glória (Raquel Villar), Tarcísio (Land Vieira), Francisco (Gustavo Maya) e Regina (Julyana Garcia) — além do ex-marido, que não quer saber de trabalhar. Na noite do lançamento de um novo perfume da Aromas, Rose e Taís (Heloísa Périssé), sua melhor amiga, entram escondidas na festa e contam sobre o plano de Alcino a Gustavo, que não acredita e as demite. No dia seguinte, Gustavo acorda no meio de um deserto e, por meio de um bilhete que Alcino lhe deixou junto com um mapa, conclui que foi seu melhor amigo que o mandou para aquele lugar no meio do nada. Enquanto isso, Natasha (Letícia Birkheuer), modelo exclusiva dos perfumes Aromas, é encontrada morta na casa de Gustavo. Com o desaparecimento do empresário, era natural que a culpa recaísse sobre ele.
Alcino foi ao encontro do amigo no deserto mas, no caminho, os capangas de Roberto o abordaram e roubam seu carro, o que fez com que ele seguisse a pé. Gustavo também é perseguido pelos capangas, que recebem ordem para matá-lo, mas conclui que eram capangas de Alcino. Os dois amigos acabam se encontrando, mas, após uma discussão, Gustavo amarra Alcino e segue viagem. Mari (Isabela Garcia), secretária de Alcino, sua amiga e confidente, o liberta, e ambos vão atrás de Gustavo. Os capangas de Roberto alcançam Gustavo e, com um tiro, o derrubam de um penhasco. Alcino vê a cena de longe e sente-se culpado, acreditando que Gustavo havia morrido. Mas, na verdade, ele conseguiu se salvar.
Gustavo faz de tudo para voltar ao Rio de Janeiro para provar sua inocência. Após trabalhar como boia-fria e lixeiro, encontra Rose, a ex-faxineira de sua empresa que o havia alertado sobre Alcino. Com a ajuda dela, tenta provar que não teve culpa na morte da modelo e que tudo não passou de um plano de Alcino. Para piorar as desconfianças de Gustavo sobre o amigo, Verônica seduz Alcino e eles se casam, o que leva Gustavo a achar que os dois estavam mancomunados. Mas Verônica é desmascarada perante Alcino, com a ajuda de Mari, que nunca acreditou na carinha angelical da moça. É quando Rose começa a trabalhar na Aromas, por causa de Alcino, que fica encantado por ela. Lá, a ex-faxineira vai juntando provas que inocentam Gustavo, mas que não apontam o verdadeiro culpado e sim, acusam outro inocente: Alcino.

## Elenco

Parte do elenco principal

Marcos Palmeira interpreta Gustavo Brandão, um homem rico e amargurado, que é dono da perfumaria Aromas com seu sócio Alcino Rodrigues (Carmo Dalla Vecchia). Ele é casado com Verônica (Paolla Oliveira), que só se juntou a ele por interesse, já que seu falido pai, Severo (Paulo Goulart), teve seus bens comprados pelo genro. Com a ajuda de Alcino e do irmão de Gustavo, Davi (Ângelo Antônio), Verônica leva Brandão para um deserto, por ele ter perdido o prazer das coisas simples da vida. Tirando proveito da viagem, Verônica tenta dar um fim no marido e ficar com sua fortuna. Para isso, ela conta com a ajuda de Roberto (Dudu Azevedo), que é modelo da Aromas e seu amante.
A faxineira Rose (Camila Pitanga) ouve o plano de Alcino e conta para seu patrão, pensando que ele queria dar um fim em Brandão. Rose é ex-mulher de Tião (Aílton Graça) e trabalha duro para sustentar seus quatro filhos, Glória (Raquel Villar), Tarcísio (Heslander Vieira), Francisco (Gustavo Maya) e Regina (Julyana Garcia). Na noite de lançamento de um perfume da loja, ela e sua amiga Taís (Heloísa Perissé) entram escondidas na festa e contam sobre o plano para seu chefe, que as despede. No dia seguinte, ele se encontra em um deserto no meio do nada. Enquanto isso, a modelo Natasha (Letícia Birkheuer) é encontrada morta e ele é tido como principal suspeito.
Sofia (Paula Burlamaqui) é uma professora rigorosa com a educação de seus filhos, Pedro (Ronny Kriwat) e Eurídice (Bianca Salgueiro). Como gosta de impor limites às crianças, ela vive em pé de guerra com a mãe, a esnobe Adalgisa (Yoná Magalhães). Sólon (Daniel Boaventura) é dono do clube Esplêndido da Glória e apaixonado por dança de salão. É namorado de Taís. Mari (Isabela Garcia) é assistente de Alcino e se apaixona por ele. O pipoqueiro Bené é interpretado por Marcello Novaes.

## Produção
Antes do término de Paraíso, ficou decidido que Duca Rachid e Thelma Guedes seriam as responsáveis pela sucessora, que iriam escrever sob a supervisão de João Emanuel Carneiro.

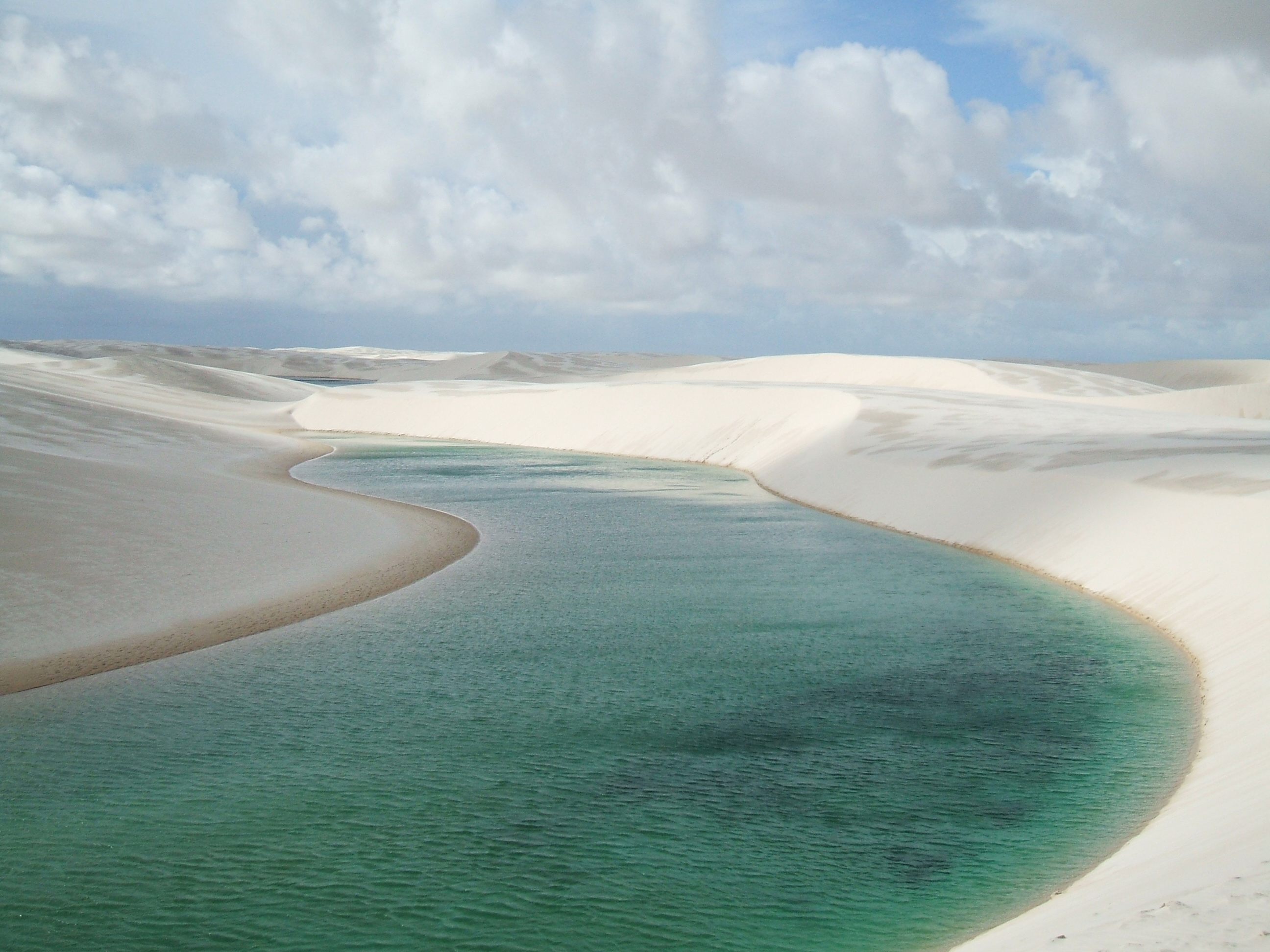
As primeiras cenas de Cama de Gato foram gravadas no Parque Nacional dos Lençóis Maranhenses.

Inspirado pelas histórias de Jó e Buda, o texto começou a ser desenvolvido em abril de 2009, quando foi decidido que a então próxima novela "das seis" seria escrita por Guedes e Rachid.  Durante os primeiros 18 capítulos desenvolvidos, a dupla teve a ajuda de João Emanuel Carneiro. As gravações começaram em 10 de julho de 2009. A princípio, o Deserto do Atacama, no Chile, seria o lugar das primeiras cenas. Entretanto, devido ao risco de gripe suína, este foi mudado para a Parque Nacional dos Lençóis Maranhenses. Foram quatorze dias de filmagens no local. Ricardo Waddington, diretor da telenovela, disse que ficou "muito frustrado por não poder ir ao Chile", e que a equipe escolheu os lençóis do Maranhão "por lá ter uma extensão de horizonte perdido maior". As demais cenas da telenovela foram filmadas no Estúdio A do Projac. Inicialmente, a telenovela recebeu o título Pelo Avesso, que foi trocado para Cama de Gato um mês antes da estreia, através da compra do nome, que era registrado ao filme homônimo, por R$ 15 mil.

### Escolha do elenco
A escolha do elenco foi feita pela própria direção de teledramaturgia da Globo. Paolla Oliveira foi confirmada como vilã ainda em maio de 2009. No mês seguinte, já tinham sido escolhidos Marcos Palmeira como protagonista, além de Carmo Dalla Vecchia, Marcello Novaes, Heloísa Perissé, Pedro Paulo Rangel, Daniel Boaventura, Aílton Graça, Paulo Goulart, Luis Gustavo, Rosi Campos e Nívea Stelmann. As próprias autoras decidiram que Camila Pitanga interpretaria Rosenilde. O protagonista foi escolhido sob impulso da diretora geral, Amora Mautner, que era sua esposa, na época. Palmeira, decepcionado com seu papel em Três Irmãs, pretendia ficar um tempo longe da TV, mas ela o convenceu a voltar aos folhetins. Então, ela falou com Waddington, que lhe deu o papel. Assim, foi concluído que Cama de Gato teria 54 atores.

### Cenário e caracterização
O figurino do protagonista, Gustavo, refletiu a sua fase de pobreza, quando foi levado para o deserto pelo melhor amigo, Alcino, com o intuito de torná-lo uma pessoa menos materialista. De acordo com a figurinista Labibe Simão, as roupas do personagem passam a não ter identidade, porque ele aceita o que as pessoas lhe dão, como uma camisa polo surrada que ganhou de um pescador. Os nomes dos filhos da personagem Rose - Glória, Tarcísio, Francisco e Regina - são homenagens a Glória Menezes, Tarcísio Meira, Francisco Cuoco e Regina Duarte. O personagem Bené é profundamente inspirado em Raí, de Quatro por Quatro, que também foi interpretado por Marcello Novaes, sendo seu papel de maior sucesso. As roupas da personagem Verônica foram compostas "a partir de uma inspiração art déco, e de olho em grifes como Prada e Givenchy."

## Exibição
Exibida de 5 de outubro de 2009 a 9 de abril de 2010 em 161 capítulos, teve reapresentação do último capítulo no dia subsequente, 10 de abril. Substituiu Paraíso e foi substituída por Escrito nas Estrelas.
Inspirado pelas histórias de Jó e Buda, o texto começou a ser desenvolvido em abril de 2009, quando foi decidido que a então próxima novela "das seis" seria escrita por Guedes e Rachid.  Durante os primeiros 18 capítulos desenvolvidos, a dupla teve a ajuda de João Emanuel Carneiro. As gravações começaram em 10 de julho de 2009. A princípio, o Deserto do Atacama, no Chile, seria o lugar das primeiras cenas. Entretanto, devido ao risco de gripe suína, este foi mudado para a Parque Nacional dos Lençóis Maranhenses. Foram quatorze dias de filmagens no local. Ricardo Waddington, diretor da telenovela, disse que ficou "muito frustrado por não poder ir ao Chile", e que a equipe escolheu os lençóis do Maranhão "por lá ter uma extensão de horizonte perdido maior." As demais cenas da telenovela foram filmadas no Estúdio A do Projac. Inicialmente, a telenovela recebeu o título Pelo Avesso, que foi trocado para Cama de Gato um mês antes da estreia, através da compra do nome, que era registrado ao filme homônimo, por R$ 15 mil.
A telenovela teria seu início no dia 7 de setembro de 2009. Com o prolongamento de Paraíso, a telenovela recebeu uma data fixa: 28. Entretanto, sua antecessora foi prolongada novamente. A adaptação terminaria em 25 de setembro, mas foi adiada para 2 de outubro. Com isso, e Viver a Vida tendo sua estreia em 14 de setembro, a novela de Thelma e Duca teria apenas duas semanas de chamadas, o que prejudicaria seu desempenho. O primeiro capítulo de Cama de Gato foi exibido oficialmente em 5 de outubro de 2009, na faixa das 18h pela TV Globo. Exibida de segunda a sábado, recebeu inicialmente a classificação indicativa de livre para todos os públicos, sendo reclassificada como imprópria para menores de 10 anos. Sua abertura era transmitida ao som de "Pelo avesso", interpretada pela banda Titãs. Seu desfecho foi mostrado em 9 de abril de 2010, totalizando 161 capítulos, sendo substituída por Escrito nas Estrelas. Cama de Gato foi vendida em mais de 20 países. Em 2016 em toda África Francesa e inglesa a novela é exibida pelo canal Nina Tv com o título de "Redemption" no ano de 2016.

### Outras mídias
Em 22 de novembro de 2021, foi disponibilizada na íntegra pelo Globoplay, como parte do Projeto Resgate.

## Música
O tema de abertura da novela, "Pelo avesso", é interpretado pela banda Titãs. A trilha sonora ainda inclui Seu Jorge, por "Seu Olhar" e Jota Quest, por "La Plata". Tais canções foram incluídas em um CD, cuja produção recaiu à Som Livre. Ao contrário das outras produções do canal, não foi lançada uma trilha sonora internacional.
| N.º | Título                                                     | Música          | Duração |  |
| 1.  | "Porque Eu Sei Que É Amor"                                 | Titãs           | 3:18    |  |
| 2.  | "Para Você Guardei o Amor" (com participação de Ana Cañas) | Nando Reis      | 5:47    |  |
| 3.  | "Um dia, Um Adeus"                                         | Vanessa da Mata | 2:52    |  |
| 4.  | "Seu Olhar"                                                | Seu Jorge       | 3:47    |  |
| 5.  | "Linda Rosa"                                               | Maria Gadú      | 2:39    |  |
| 6.  | "Sou Eu"                                                   | Diogo Nogueira  | 3:31    |  |
| 7.  | "Pedindo pra Voltar"                                       | Marisa Monte    | 2:27    |  |
| 8.  | "Beija-Flor/Mel da Sua Boca" (Pot-pourri)                  | Marina Lima     | 4:52    |  |
| 9.  | "O Mundo"                                                  | Moska           | 3:51    |  |
| 10. | "Eu Não Sou Santo"                                         | Exaltasamba     | 3:09    |  |
| 11. | "Vem Comigo que Eu Te Levo pro Céu"                        | Marcelo D2      | 3:44    |  |
| 12. | "Pelo Avesso"                                              | Titãs           | 2:41    |  |
| 13. | "La plata"                                                 | Jota Quest      | 3:41    |  |
| 14. | "Amar É Perdoar" (Don't Know Why)                          | Fábio Jr.       | 3:26    |  |
| 15. | "Odeon"                                                    | Fernanda Takai  | 3:00    |  |
| 16. | "Toda Criança Quer"                                        | Palavra Cantada | 3:20    |  |

## Lançamento e repercussão

### Audiência
Cama de Gato alcançou 25 pontos em sua estreia na Grande São Paulo, mesma audiência do primeiro capítulo de Paraíso, segundo o Instituto Brasileiro de Opinião Pública e Estatística. Nos dias seguintes, a telenovela alcançou 26, 27 e 28 pontos. Pelos próximos meses, a obra de Thelma Guedes e Duca Rachid manteve índices satisfatórios para a emissora. No dia do Blecaute no Brasil e Paraguai em 2009, a novela alcançou 27 pontos. Sua maior audiência foi no capítulo de 2 de março de 2010, quando conseguiu 33 pontos.  Seu desfecho alcançou média de 31 pontos, com picos de 37. A trama teve 55% de share em São Paulo e 65% em Recife. Por fim, a telenovela oscilou uma média de 24 pontos.

### Avaliação em retrospecto

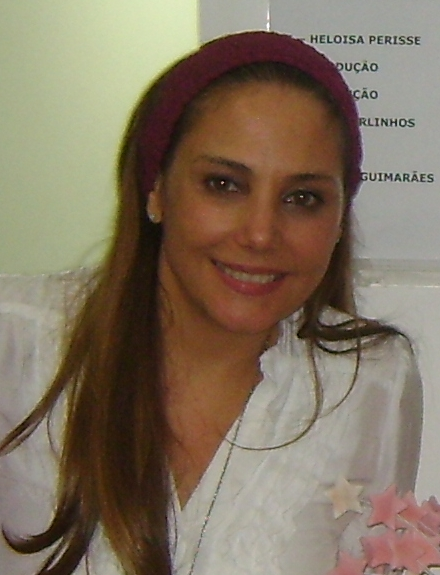
Patrícia Kogut, de O Globo, disse que Heloísa Perissé (foto) "promete bons momentos como Taís".

Arcângela Mota do portal Terra disse que "Cama de Gato faz jus ao nome. Com um ritmo pouco comum ao horário das seis da Globo, a novela tem a essência de um emaranhado de golpes, segredos e armadilhas." Joana Dale de O Globo disse que Daniel Boaventura era "um espetáculo", e que Paolla Oliveira "dá conta do recado como a malvada e estilosa Verônica na trama das seis." Patrícia Kogut, do mesmo noticiário, destacou Camila Pitanga, Oliveira, Aílton Graça e Marcello Novaes. De acordo com ela, "as autoras acenaram com uma produção cheia de ritmo", e a recomendou para quem "estava sentindo saudade de uma história carregada de eletricidade."
Aina Pinto da IstoÉ Gente opinou que "[é] a estreia mais surpreendente de uma novela das seis nos últimos cinco anos [...] mas o elenco é para lá de irregular e uma parte dele tem desempenho sofrível." Marcelo Marthe, da Veja, notou que "em comum, as personagens de Camila Pitanga e Paolla Oliveira são machucadas pela vida – e o público gosta." Um colunista da Zero Hora foi negativo em relação aos vilões da trama, dizendo que "[ela] mais parece um baú de maldades." Consoante Patrícia Villalba de O Estado de S. Paulo, "a novela brinca no quintal do seriado, apesar de contar a história clássica do apogeu e queda de um herói." Jorge Brasil da revista Contigo! adjetivou-a de "um típico folhetim", mas "extremamente ágil, cheia de reviravoltas e ganchos."

### Produtos
A Globo Marcas iniciou a venda de produtos da telenovela através de seu site oficial. O escapulário de Rose e o pingente de Santo Expedito de Bené foram os primeiros a serem disponibilizados para compra.

### Prêmios e indicações
Cama de Gato recebeu seis indicações ao 12º Prêmio Contigo! de TV, inclusive a de melhor novela. Paolla Oliveira foi indicada à melhor atriz, Aílton Graça competiu em melhor ator coadjuvante e Guta Gonçalves em melhor atriz revelação. Por fim, Ronny Kriwat e Rainer Cadete representaram a trama na categoria melhor ator revelação. Em 2010, a novela recebeu o prêmio de melhor telenovela internacional na categoria "drama" da cerimônia canadense Banff World Television.